# Oo You
Oo You è un brano di Paul McCartney, pubblicato sul suo eponimo album del 1970. La traccia, prodotta da McCartney stesso, apre il lato B.

## Il brano
Il brano iniziò con un'improvvisazione nello studio casalingo di McCartney, al numero 7 di Cavendish Avenue, a Londra. Inizialmente era un brano strumentale, come Valentine Day, Hot as Sun/Glasses, Momma Miss America, Singalong Junk e Kreen-Akrore dello stesso album; poco prima che venisse registrata ai Morgan Studios, venne aggiunto il testo "poco dopo il pranzo". Infatti, Paul ha ricordato del fatto che a molte registrazioni strumentali che erano state ipotizzate come brani per l'album venne aggiunto il testo in quel momento della giornata, e completato nello studio: un altro esempio è Man We Was Lonely. La canzone, nella versione pubblicata, inizia con la frase "More guitar" pronunciata da McCartney.
Venne registrata il 12 febbraio 1970, lo stesso giorno di Junk, della sua versione strumentale Singalong Junk, Hot as Sun/Glasses e Teddy Boy. Nello studio, si iniziò a lavorare sulla canzone trasferendola da un registratore multitraccia a quattro piste in uno di otto. Poi si aggiunsero la voce, la chitarra elettrica, il tamburello, il campanaccio ed il suono dell'aerosol; la parte di chitarra venne modificata durante il mixaggio, raddoppiandola ed aggiungendo ad essa effetto eco. Non venne mai suonata in un concerto, né è stata inclusa in un altro album al di fuori di McCartney nelle sue varie edizioni. Questo fa pensare che il musicista non consideri positivamente la canzone, mentre la critica ed i fan hanno dimostrato di apprezzarla: sono numerose le covers e le recensioni che la indichino come una perla dell'LP. È stato ipotizzato che il brano sia stato registrato anche dai Beatles.

## Formazione
- Paul McCartney: voce, chitarra elettrica, basso elettrico, batteria, tamburello, campanaccio, aerosol[1]